# Tetranychus taiwanicus
Tetranychus taiwanicus är en spindeldjursart som beskrevs av Ehara 1969. Tetranychus taiwanicus ingår i släktet Tetranychus och familjen Tetranychidae. Inga underarter finns listade i Catalogue of Life.